# Un homme de talent (Silverberg)
Ne doit pas être confondu avec Un homme de talent (Tchekhov).
Un homme de talent (titre original : The Man with Talent, ultérieurement : A Man of Talent) est une nouvelle de science-fiction, au ton sarcastique, de Robert Silverberg, parue en décembre 1956.

## Publications

### Publications aux États-Unis
La nouvelle est parue aux États-Unis en décembre 1956 sous le titre The Man with Talent dans le magazine Future Science Fiction. 
Elle a été publiée dans 13 recueils ou anthologies depuis 1957, notamment aux États-Unis, au Canada, au Royaume-Uni, en France.

### Publications en France
La nouvelle a été publiée pour la première fois dans le recueil Les Chants de l'été en novembre 1982 par la maison d'édition J'ai lu, sous le titre Le Dernier poète.
Elle est encore parue en langue française en 2002, aux éditions Flammarion, dans le recueil Le Chemin de la nuit avec une traduction de Jacques Chambon, sous le titre Un homme de talent. Elle a été rééditée en 2004 lorsque le recueil est paru en format poche. Elle est l'une des 124 meilleures nouvelles de Silverberg sélectionnées pour l'ensemble de recueils Nouvelles au fil du temps, dont Le Chemin de la nuit est le premier tome.

## Résumé
Emil Vilar est un poète qui a fini par détester la Terre. Il décide de quitter cette planète qui n'a pas récompensé son talent à sa juste valeur, et souhaite s'expatrier sur une lointaine planète, dans le système de Rigel au sein de la constellation d'Orion. Là, il reprendra tout de zéro, et peut-être créera-t-il le recueil de poésie qui prouvera à tous qu'il est un grand poète ?
Arrivé sur Rigel VII, il est pris en charge par la famille Carpenter. Lors du premier repas, quand on lui demande son métier, il répond « poète ». On lui demande alors ce qu'il sait faire d'autre : il répond qu'il est seulement poète. Des sourires gênés de commisération lui sont jetés par les membres de la famille.
Vilar ne tarde pas à comprendre que sur cette planète, peuplée par quelques familles seulement, tout le monde est artiste. Ils peignent, sculptent, chantent, composent, font des poésies.
Il se sent déphasé et complètement discrédité, d'autant plus que si certaines œuvres réalisées par les Carpenter sont mauvaises, d'autres sont très réussies.
Se sentant totalement inutile, il décide de quitter la planète le plus rapidement possible.
Mais le vieux Carpenter le supplie de rester : il faut qu'il reste, non pas en raison en ses talents de poète, que d'ailleurs Carpenter trouve risibles et surfaits, mais pour un autre motif, très important. Les artistes ont absolument besoin d'un « public » : Vilar accepterait-il d'être leur public neutre et impartial ?
Interloqué par cette déclaration, Vilar finit par accepter : d'accord, il accepte d'être leur public, mais que l'on ne compte pas sur lui pour décerner fausses louanges et remarques obséquieuses !
Et puisque les Carpenter pensent qu'il est un poète raté, il composera ses poèmes pour lui tout seul : il sera à la fois un auteur et son unique public.